# ناحیه آوایرو
ناحیه آویرو (به پرتغالی: Distrito de Aveiro) یک منطقهٔ مسکونی در پرتغال است که در منطقه مرکزی و منطقه شمالی واقع شده‌است. منطقه آویرو ۲٬۸۰۸ کیلومتر مربع مساحت و ۷۱۳٬۵۷۸ نفر جمعیت دارد.